# محمد الجيراني
محمد بن عبد الله بن علي بن صالح الجيراني هو شيخ دين وقاضٍ سعودي شيعي من أهل تاروت، من مواليد بلدة الربيعية، عملَ بدائرة الأوقاف والمواريث بالقطيف، اختطف من أمام منزله صباح الثلاثاء، 14 ربيع الأول، عام 1438 هـ، ثم عُثر عليه مقتولاً.

## تكريم
مُنِح بعد مقتله وسام الملك عبد العزيز من الدرجة الأولى.